# 埃迪維爾六號縣區 (伊利諾伊州波普縣)
埃迪維爾六號縣區（英語：Precincts (United States)）是位於美國伊利諾伊州波普縣的一個縣區。

## 地方資料
根據2010年美國人口普查的數據，埃迪維爾六號縣區的面積為248.75平方千米，當中陸地面積為248.69平方千米，而水域面積為0.06平方千米。當地共有人口721人，而人口密度為每平方千米2.9人。